# Rasmus Nicolaj Ernst
Rasmus Nicolaj Ernst f. Petersen (21. marts 1872 i Nyborg – 1. december 1937 i Helsingør) var en dansk løjtnant, lærer og manden som opfandt håndboldspillet 1897. 
Ernst udarbejdede i 1897 regler til et håndboldspil, men det er Holger Louis Nielsen, der oftest sættes i forbindelse med håndboldspillets oprindelse og udbredelse.
På Borger- og Kommuneskolen i Nyborg havde Ernst som ung lærer fra 1897 spillet "håndbold" med en gruppe elever. Holger Louis Nielsen begyndte i 1898 at eksperimentere med et boldspil med hænderne, da skolegården på Ordrup Latin- og Realskole, hvor han da var lærer, ikke var stor nok til fodboldspil og da den lokale skoleleder gav ordre om at eleverne ikke måtte sparke til bolden når han var til stede, udviklede Nielsen i stedet håndboldspilet. Han var med til at udvikle et tidligt sæt af regler for håndbold, som han offentliggjorde 1906 i bogen "Vejledning i håndbold". De to pionerer kendte efter al sandsynlighed intet til hinanden ved den tid. En af de første håndboldkampe blev spillet i 1907 i Helsingør. Det var en kamp mellem et hold fra Helsingørs Højere Almene Skole hvor Ernst blev lærer 1905 og Holger Louis Nielsens elever fra Ordrup Latin- og Realskole. Ordrup vandt kampen 21-0.
Ernst voksede op i et arbejderhjem på Skippergade 188 i Nyborg.